# Новоуральское (Калининградская область)
Новоуральское (до 1938 — Ужпияунелен (нем. Uszpiaunehlen), до 1946 — Фоленталь (нем. Fohlental), до 2020 года — Новоуральск) — посёлок в Краснознаменском городском округе Калининградской области. Входил в состав Добровольского сельского поселения.

## История
Населённый пункт Ужпияунелен в 1938 году был переименован в Фоленталь, а в 1946 году был переименован в посёлок Новоуральск.
Распоряжением Правительства Российской Федерации от 18.01.2020 года № 23-р посёлок Новоуральск был переименован в посёлок Новоуральское.

## Население
| 1867 | 1885 | 1905 | 1910 | 1933 | 1939 | 2002 |
| ---- | ---- | ---- | ---- | ---- | ---- | ---- |
| 157  | ↘154 | ↗155 | ↘131 | ↗144 | ↗154 | ↗204 |
| 2010 |      |      |      |      |      |      |
| ↗266 |      |      |      |      |      |      |